# Batalha de Petrovaradin
A Batalha de Petrovaradin ou Batalha de Pétervárad ou Batalha de Peterwardein foi uma vitória decisiva para as forças austríacas na guerra entre a Áustria e o Império Otomano (1716–1718), em Petrovaradin, atualmente fazendo parte de Novi Sad, Voivodina, na Sérvia.

## História
Em 1716, o grão-vizir Damad Ali formou um exército otomano de cerca de 150 000 homens em Belgrado, das quais 40 000 eram janízaros, 20 000 sipahis e 10 000 tártaros. Eles atravessaram o rio Sava em Zemun no fim de julho, e se deslocaram pela margem direita do rio Danúbio em direção a Sremski Karlovci.
O comandante das forças austríacas, o príncipe Eugénio de Sabóia, decidiu deter os  turcos em Petrovaradin. Ele providenciou a construção de um acampamento fortificado no interior da cidadela fortificada, e colocou 80 000 homens do exército imperial em marcha a partir de seu quartel em Futog.
Em 2 de agosto ocorreram os primeiros confrontos entre a vanguarda imperial e os cavaleiros turcos. No dia seguinte, o grão-vizir já havia alcançado Petrovaradin e imediatamente enviou 30 000 janízaros contra as posições imperiais. Eles cavaram trincheiras e iniciaram o bombardeio à fortaleza.
A força principal do exército imperial só atravessou o Danúbio na noite de 5 de agosto através de duas pontes móveis, após o que eles acamparam.

## A batalha e suas consequências
Às sete horas da manhã do dia 5 de agosto, o príncipe Eugênio iniciou a ofensiva austríaca. Enquanto o flanco direito, sob o comando do príncipe Alexander von Württemberg avançava contra uma bateria da artilharia otomana, a cavalaria imperial encontrava dificuldades no avanço pelo centro: o posicionamento dos soldados que saiam de dentro do forte por um estreito portão estava sendo muito vagaroso. Os janízaros contra-atacaram imediatamente e forçaram o exército imperial a recuar para o interior do forte. O príncipe Eugênio reforçou o avanço pelo centro com a adição de mais soldados e enviando a sua cavalaria para atacar os flancos do exército otomano, desta forma eles estariam cercados. O grão-vizir não poderia quebrar o cerco com seus sipahis, nem reagrupar suas tropas. Os tártaros recuaram sem ao menos terem participado dos combates.
Após os otomanos serem derrotados, o príncipe Eugênio pessoalmente comandou suas tropas contra o acampamento do grão-vizir. Auxiliados pelos canhões de seis fragatas da frota do Danúbio, a batalha terminou às duas horas da tarde, estando o grão-vizir entre os mortos. Cerca de 50 000 otomanos retornaram para Belgrado. O grão-vizir foi sepultado na Fortaleza de Belgrado, Kalemegdan, em um túmulo conhecido por Damad Ali Pašino Turbe.
Um acontecimento incomum ajudou as forças austríacas. Na manhã de 5 de agosto, toda a região de Petrovaradin e áreas vizinhas foram cobertas por neve. Isto foi considerado pelo príncipe Eugênio como uma bênção. Depois da batalha, uma igreja comemorando este evento foi construída em Tekije, sobre uma colina do campo de batalha, e é dedicada a Nossa Senhora de Tekije, também conhecida por Maria das Neves. A igreja é especial, porque possui tanto altar católico quanto ortodoxo e utiliza as duas denominações. O lugar é local de peregrinação todo dia 5 de agosto, e a vitória é celebrada a cada ano na Fortaleza de Petrovaradin.
Depois de Petrovaradin, o príncipe Eugênio avançou contra Timişoara e a capturou apesar de grande resistência enfrentada e desesperadas tentativas dos otomanos em salvar a cidade. Posteriormente, eles admitiram a derrota e assinaram um tratado com a Áustria e sua aliada a República de Veneza.